# Butte Lake (British Columbia)
Der Butte Lake ist ein See im Nordwesten der kanadischen Provinz British Columbia in der Stikine Region. Er ist, neben dem High Tuya Lake, einer der zwei mittelgroßen Seen des Tuya Mountains Parks. Benannt ist der See nach dem Tuya Butte, einem Tafelvulkan, der sich am Südostufer des Sees erhebt. Die Region, in der der Butte Lake liegt, ist Teil der borealen Klimazone.
Im Butte Lake lebt eine bedeutende Population der Arktischen Äsche.